# Station Hœrdt
Station Hœrdt is een spoorwegstation in de Franse gemeente Hœrdt.

## Treindienst
| Serie      | Treinsoort | Route                                             | Bijzonderheden |
| ---------- | ---------- | ------------------------------------------------- | -------------- |
| TER 830500 | TER (SNCF) | Strasbourg-Ville – Hœrdt – Haguenau – Wissembourg |                |